# 巴库里
巴库里是巴西马拉尼昂州的一个市镇。总面积788.062平方公里，总人口15662人，人口密度19.9人/平方公里。